# Железняков (крейсер)
«Железняков» — советский крейсер проекта 68-К.

## История строительства
Заводской номер: 545.
- 31 октября 1939 года — заложен на ССЗ № 194 (завод им. Марти («Судомех»), Ленинград).
- 25 сентября 1940 года — зачислен в списки ВМФ.
- 10 сентября 1941 года — приостановлено строительство и законсервирован.
- 19 апреля 1950 года — достроен после ВОВ и введён в строй (по другим данным 29 июля 1950 года).

## История службы
- 7 сентября 1950 года — вошел в состав 4-го ВМФ.
- 30 июля 1951 года — переведен в КСФ.
- 25 января 1952 года — вошёл в состав 6-й эскадры СФ.
- 7 августа 1968 года — переведен в ЛенВМБ.
- 28 мая 1973 года — переведен в ДКБФ.
- с 14 октября 1957 года по 5 августа 1961 года — проходил капремонт в г. Ленинграде.
- 18 апреля 1973 года — выведен из боевого состава ВМФ и переклассифицирован в учебный КРЛ.
- 21 октября 1975 года — разоружен и исключен из состава ВМФ.
- 15 марта 1976 года — расформирован.
- 1976-77 годы — разделан на металл на базе «Главвторчермета» в г. Лиепая.